# Queen Forever
Queen Forever is een album van de rockgroep Queen, dat uitgebracht is op 10 november 2014. Plannen voor het album waren er al in 2011 en het bevat nummers die de band "vergeten" was met vocals van de in 1991 overleden zanger Freddie Mercury. Ook de in 1997 gestopte bassist John Deacon heeft meegewerkt aan de nummers.
Drummer Roger Taylor sprak over het album in december 2013 nadat hij zijn soloalbum Fun on Earth uitbracht, waarbij hij zei dat hij en gitarist Brian May "samenkomen... in het nieuwe jaar gaan we afmaken wat we hebben en dan gaan we een soort album maken". May maakte de titel voor het album bekend in een radio-interview in mei 2014 en dat het aan het eind van het jaar moest verschijnen. Het is het eerste Queen-album sinds Made in Heaven uit 1995 dat materiaal bevat van Mercury en Deacon. Ook zijn het de eerste originele Queen-nummers die verschenen sinds No-One but You (Only the Good Die Young) uit 1997.
Op 19 september 2014 waren May en Taylor te gast bij het radioprogramma van BBC Radio 2-dj Chris Evans, waar de drie nieuwe nummers van het album werden gedraaid. Tijdens deze show werd ook aangekondigd dat het album op 10 november 2014 zou verschijnen.

## Materiaal
May heeft gezegd dat de meeste nummers van het album zijn opgenomen "in de jaren 80 toen we in volle vlucht waren. Het is nogal emotioneel. Het zijn de grote, grote ballads en het grote, grote epische geluid." May zei eerder ook dat het album ook oud materiaal kan bevatten en dat het nieuwe materiaal minstens drie onuitgebrachte nummers bevat, terwijl hij later stelde dat het er mogelijk vijf zijn.
Het eerste nieuwe nummer bevat een samenwerking tussen Mercury en Michael Jackson, genaamd 'There Must Be More to Life Than This'. Dit nummer werd in 1983 opgenomen in de huisstudio van Jackson, maar werd niet uitgebracht. In plaats daarvan verscheen het in 1985 op het soloalbum van Mercury, Mr. Bad Guy. Mercury en Jackson namen in deze sessie ook 'State of Shock' en 'Victory' op, maar deze verschijnen niet op het album.
Tijdens de Queen-tournee van 2014 met Adam Lambert als zanger speelde de band het nummer Love Kills, oorspronkelijk een solonummer van Mercury. Lambert heeft gezegd dat de band dit nummer opnieuw heeft ingespeeld om te verschijnen op dit album. Uiteindelijk verscheen het nummer als ballad op het album.
Het derde nieuwe nummer, 'Let Me in Your Heart Again', werd oorspronkelijk opgenomen voor het album The Works uit 1984. In 1988 werd het opgenomen door de vrouw van May, Anita Dobson, voor haar debuutalbum 'Talking of Love'.
Verder bevat het album klassieke Queen-nummers en nieuwe opnames van oude nummers. Het album verschijnt in zowel een 1cd- als een 2cd-uitvoering.

## Personeel
- John Deacon: basgitaar
- Brian May: gitaar
- Freddie Mercury: zang, piano, keyboards
- Roger Taylor: drums

Aanvullend personeel
- Michael Jackson: zang op 'There Must Be More to Life Than This'
- Fred Mandel: Piano op 'Let Me in Your Heart Again'

## Tracklist

### 1cd
1. Let Me in Your Heart Again (May)
2. Love Kills - The Ballad (Mercury/Moroder)
3. There Must Be More to Life Than This (William Orbit Mix) (Mercury)
4. It's a Hard Life (Mercury)
5. You're My Best Friend (Deacon)
6. Love of My Life (Mercury)
7. Drowse (Taylor)
8. Long Away (May)
9. Lily of the Valley (Mercury)
10. Don't Try So Hard (Queen)
11. Bijou (Queen)
12. These Are the Days of Our Lives (Queen)
13. Las Palabras de Amor (May)
14. Who Wants to Live Forever (May)
15. A Winter's Tale (Queen)
16. Play the Game (Mercury)
17. Save Me (May)
18. Somebody to Love (Mercury)
19. Too Much Love Will Kill You (May/Musker/Lamers)
20. Crazy Little Thing Called Love (Mercury)

### 2cd
Cd1
1. Let Me in Your Heart Again (May)
2. Love Kills - The Ballad (Mercury/Moroder)
3. There Must Be More to Life Than This (William Orbit Mix) (Mercury)
4. Play the Game (Mercury)
5. Dear Friends (May)
6. You're My Best Friend (Deacon)
7. Love of My Life (Mercury)
8. Drowse (Taylor)
9. You Take My Breath Away (Mercury)
10. Spread Your Wings (Deacon)
11. Long Away (May)
12. Lily of the Valley (Mercury)
13. Don't Try So Hard (Queen)
14. Bijou (Queen)
15. These Are the Days of Our Lives (Queen)
16. Nevermore (Mercury)
17. Las Palabras de Amor (May)
18. Who Wants to Live Forever (May)

Cd2
1. I Was Born to Love You (Mercury)
2. Somebody to Love (Mercury)
3. Crazy Little Thing Called Love (Mercury)
4. Friends Will Be Friends (Mercury/Deacon)
5. Jealousy (Mercury)
6. One Year of Love (Deacon)
7. A Winter's Tale (Queen)
8. '39 (May)
9. Mother Love (Mercury/May)
10. It's a Hard Life (Mercury)
11. Save Me (May)
12. Made in Heaven (Mercury)
13. Too Much Love Will Kill You (May/Musker/Lamers)
14. Sail Away Sweet Sister (May)
15. The Miracle (Queen)
16. Is This the World We Created...? (Mercury/May)
17. In the Lap of the Gods...Revisited (Mercury)
18. Forever (May)